# Copaifera paupera
Copaifera paupera là một loài thực vật có hoa trong họ Đậu. Loài này được (Herzog) Dwyer miêu tả khoa học đầu tiên.